# Rhabdodemania laticauda
Rhabdodemania laticauda är en rundmaskart som först beskrevs av E. Ditlevsen 1926.  Rhabdodemania laticauda ingår i släktet Rhabdodemania och familjen Rhabdodemaniidae. Inga underarter finns listade i Catalogue of Life.